# 15 aprile
Il 15 aprile è il 105º giorno del calendario gregoriano (il 106º negli anni bisestili). Mancano 260 giorni alla fine dell'anno.

## Eventi
- 1071 – I Normanni espugnano Bari, ultimo caposaldo dell'Impero bizantino in Italia;
- 1155 – Nel giorno di Venerdì Santo, Federico I Barbarossa viene incoronato a Monza come re d'Italia con la Corona ferrea; alcuni storici ritengono che l'incoronazione sia invece avvenuta a Pavia il successivo 17 aprile, domenica di Pasqua[1][2];
- 1450 – Battaglia di Formigny: i francesi attaccano e sconfiggono le forze inglesi, ponendo termine alla dominazione inglese in Francia;
- 1452 – Ad Anchiano, frazione di Vinci, nasce Leonardo da Vinci;
- 1632 – Guerra dei trent'anni: battaglia di Rain: le forze svedesi guidate da Gustavo Adolfo sconfiggono l'esercito del Sacro Romano Impero;
- 1738 – Si tiene a Londra la prima dell'opera lirica Serse di Georg Friedrich Handel;
- 1783 – USA: ratifica degli articoli preliminari che pongono termine alla Rivoluzione americana;
- 1792 – Viene collaudata a Parigi la versione francese della ghigliottina utilizzando dei cadaveri;
- 1865 – Abraham Lincoln, 16º presidente degli Stati Uniti d'America, viene assassinato; il suo vicepresidente Andrew Johnson diventa il 17º presidente degli Stati Uniti d'America;
- 1867 – Risorgimento: termina il processo all'ammiraglio Carlo Pellion di Persano, sconfitto nella battaglia navale di Lissa contro la flotta austriaca; sarà condannato al pagamento delle spese processuali e alla degradazione;
- 1874 – Al numero 35 del Boulevard des Capucines a Parigi si inaugura la prima mostra degli impressionisti;
- 1875 – L'aerostato Zenith raggiunge gli 8600 metri di altezza; al rientro, due dei tre occupanti muoiono per emorragia polmonare;
- 1877 – L'industriale Francesco Cirio viene premiato all'Esposizione Universale di Amsterdam per la qualità delle sue conserve alimentari;
- 1896 – Ad Atene si svolge la cerimonia di chiusura dei primi Giochi Olimpici dell'era moderna;
- 1912 – Nel pieno dell'oceano Atlantico, il transatlantico inglese RMS Titanic, durante il suo viaggio inaugurale, affonda alle ore 2:20, dopo aver colpito un iceberg alle 23:40 del 14 aprile; delle circa 2200 persone a bordo se ne salvano soltanto 705;
- 1919 – Squadristi fascisti danno alle fiamme la redazione milanese del giornale socialista Avanti!;
- 1920 – Gli anarchici italiani Sacco e Vanzetti vengono accusati dell'uccisione di un contabile e di un agente di sicurezza durante una rapina a un negozio di scarpe;
- 1923 – Introduzione sul mercato dell'insulina per i diabetici;
- 1927 – USA: Douglas Fairbanks, Mary Pickford, Norma Talmadge e Constance Talmadge sono le prime celebrità a lasciare l'impronta delle loro scarpe nel cemento del marciapiede antistante il Grauman's Chinese Theatre a Hollywood;
- 1936 – Viene fondata la linea aerea nazionale della Repubblica d'Irlanda, la Aer Lingus;
- 1939 – Franklin Delano Roosevelt manda un messaggio a Roma e Berlino, chiedendo l'impegno a non commettere altre aggressioni per dieci anni contro una lista di 31 paesi;
- 1940 – Seconda guerra mondiale: in Norvegia le forze alleate iniziano l'attacco alla città di Narvik occupata dalle forze naziste;
- 1941 – Igor Sikorsky fa volare il suo Vought-Sikorsky VS-300, un prototipo di elicottero a tre pale per un'ora, cinque minuti e quindici secondi;
- 1942 – Seconda guerra mondiale: il generale statunitense Douglas MacArthur assume il comando di tutte le forze armate del Pacifico;
- 1943 – Seconda guerra mondiale: gli Alleati bombardano le città di Catania, Messina, Napoli e Palermo;
- 1945 – Gli Alleati liberano il Campo di concentramento di Bergen-Belsen;
- 1949 – Papa Pio XII pubblica l'enciclica Redemptoris Nostri Cruciatus, nella quale esprime posizione favorevole alla internazionalizzazione del territorio di Gerusalemme;
- 1959 – A Ispra, in provincia di Varese, si inaugura il primo reattore nucleare italiano;
- 1978 – Presso la località di Murazze di Vado, un deragliamento causa un incidente fra un treno passeggeri e l'Automotrice FS ALe 601 "Freccia della Laguna". La caduta di alcuni veicoli in un dirupo causa 42 morti e 120 feriti;
- 1982 – Giustiziati a Il Cairo cinque dei responsabili dell'assassinio del presidente egiziano Anwar al-Sadat;
- 1983 – Apre al pubblico il parco di divertimenti Tokyo Disneyland;
- 1985 – Marvin Hagler sconfigge Thomas Hearns per knock-out al terzo round e conserva il titolo dei pesi medi di pugilato;
- 1986
  - Aerei statunitensi bombardano Tripoli e altri obiettivi militari in Libia (Operazione El Dorado Canyon) in reazione all'Attentato alla discoteca La Belle di Berlino Ovest;
  - Attacco missilistico libico contro Lampedusa;
- 1989
  - 96 persone muoiono schiacciate nella calca all'interno dello stadio di Hillsborough a Sheffield, nel Regno Unito, in occasione della partita di calcio di FA Cup tra Liverpool e Nottingham Forest;
  - Cina: inizia la Protesta di piazza Tienanmen;
- 1994 – Rappresentanti di 124 paesi e dell'Unione europea firmano l'Accordo di Marrakesh per riorganizzare i traffici mondiali e gettare le basi per il prossimo WTO (World Trade Organization) che diventerà effettivo il 1º gennaio 1995;
- 2002 – Corea del Sud: una sciagura aerea coinvolge un Boeing 767-200 della Air China nei pressi di Busan, 122 vittime;
- 2010 – Islanda: dopo molti anni di silenzio, erutta il vulcano Eyjafjallajökull, che provoca una nube di ceneri che copre buona parte della superficie europea, provocando disagi alla navigazione aerea e la chiusura di tutti gli aeroporti di Regno Unito, Irlanda, Danimarca, Norvegia, Belgio, Francia, Germania, Svizzera, Svezia, Polonia, Estonia, Lettonia, Repubblica Ceca, Austria, Ungheria, Romania e Italia settentrionale per quattro giorni fino alle ore 8:00 di lunedì 19 aprile;
- 2013 – Attentato alla maratona di Boston: due bombe esplodono nei pressi del traguardo causando tre morti e centinaia di feriti;
- 2017 – Con la morte all'età di 117 anni di Emma Morano, nata a Civiasco il 29 novembre 1899, scompare l'ultima persona nata prima del 1900;
- 2019 – Un incendio divampa nella cattedrale di Notre-Dame a Parigi.

## Nati
Ci sono circa 1 230 voci su persone nate il 15 aprile; vedi la pagina Nati il 15 aprile per un elenco descrittivo o la categoria Nati il 15 aprile per un indice alfabetico.

## Morti
Ci sono circa 570 voci su persone morte il 15 aprile; vedi la pagina Morti il 15 aprile per un elenco descrittivo o la categoria Morti il 15 aprile per un indice alfabetico.

## Feste e ricorrenze

### Civili
- Giornata mondiale dell'Arte
- Giornata mondiale del Made in Italy

Entrambe le ricorrenze originano dal compleanno di Leonardo da Vinci.
Nazionali:
- Bolivia – Commemorazione della battaglia della Tablada a Tarija
- Corea del Nord – Giorno del sole, celebrazione dell'anniversario di nascita di Kim Il-sung
- Italia - Giornata della trombosi[3]

### Religiose
Cristianesimo:
- Sant'Abbondio di Roma
- Sante Basilissa e Anastasia, martiri
- San Cesare de Bus, sacerdote e fondatore dei Dottrinari
- San Crescente di Mira, martire
- San Damiano de Veuster, sacerdote
- San Marone, martire
- Santi Martiri mercedari redentori d'Africa
- Sant'Ortario, abate di Landelles
- San Paterno di Avranches, vescovo
- Santi Teodoro e Pausilopo, martiri
- Beato Lorenzino Sossio, martire

Religione romana antica e moderna:
- Fordicia o Fordicidia

Ásatrú:
- Sigblot o Sumarsdag, celebrazione in onore di Odino